# Ferrals de las Montanhas
Ferrals de las Montanhas (en francès Ferrals-les-Montagnes) és un municipi occità del Llenguadoc, situat al departament de l'Erau i a la regió d'Occitània.